# Blel Kadri
Blel Kadri (* 3. September 1986 in Bordeaux) ist ein ehemaliger französischer Radrennfahrer.

## Sportlicher Werdegang
Blel Kadri gewann 2004 die Gesamtwertungen der beiden Juniorenrennen Tour de Lorraine und Niedersachsen-Rundfahrt. Bei der französischen Meisterschaft belegte er in der Juniorenklasse den dritten Platz im Zeitfahren und den zweiten Platz im Straßenrennen. 2007 wurde er im U23-Straßenrennen der nationalen Meisterschaft Dritter.
In der Saison 2008 gewann Kadri eine Etappe bei der Ronde de l’Isard d’Ariège und wurde Zweiter der Gesamtwertung. Bei dem Etappenrennen Kreiz Breizh Elites war er auf dem letzten Teilstück erfolgreich und konnte so auch die Gesamtwertung für sich entscheiden. Für das Jahr 2009 unterschrieb er einen Profivertrag bei dem französischen ProTeam Ag2r La Mondiale, wo er schon 2008 als Stagiaire fuhr. Seinen ersten Erfolg als Profi fuhr er auf dem ersten Teilstück der zweiten Etappe des französischen Etappenrennens Route du Sud ein, das in der Gegend stattfindet, in der er aufgewachsen war.
Im März 2013 entschied er den italienischen Halbklassiker Roma Maxima nach einer Solofahrt für sich. Ebenfalls nach langer Alleinfahrt gewann Kadri die durch die Vogesen führende achte Etappe der Tour de France 2014 mit 2:17 Minuten Vorsprung auf Alberto Contador. Nach viermal Tour de France und dreimal Vuelta a España nahm er 2016 auch erstmals an der letzten der drei Grand Tours teil.
Nach der Saison 2016 wurde Kadries Vertrag mit Ag2r La Mondiale nach neun Jahren Teamzugehörigkeit nicht verlängert, da er nach seinem Etappensieg bei der Tour keine weiteren Erfolge erzielen konnte, und er beendete seine Radsportlaufbahn.

## Erfolge
2008
- eine Etappe Ronde de l’Isard d’Ariège
- Gesamtwertung und eine Etappe Kreiz Breizh Elites

2010
- eine Etappe Route de Sud

2013
- Roma Maxima

2014
- eine Etappe Tour de France

## Platzierungen bei den Grand Tours
| Grand Tour            | 2010 | 2011 | 2012 | 2013 | 2014 | 2015 | 2016 |
| --------------------- | ---- | ---- | ---- | ---- | ---- | ---- | ---- |
| Giro d’ItaliaGiro     | –    | –    | –    | –    | –    | –    | 147  |
| Tour de FranceTour    | –    | 117  | 89   | 125  | 84   | –    | –    |
| Vuelta a EspañaVuelta | 82   | –    | 169  | –    | –    | 150  | –    |